# (34683) 2001 CM11
2001 CM11 (asteroide 34683) é um asteroide da cintura principal. Possui uma excentricidade de 0.18813130 e uma inclinação de 14.41464º.
Este asteroide foi descoberto no dia 1 de fevereiro de 2001 por LINEAR em Socorro.